# LF System
LF System — шотландський дует, до складу якого входять Конор Ларкман і Шон Фінніган.
У 2022 році дует зайняв пікову позицію в чарті UK Singles Chart із піснею «Afraid to Feel», яка також отримала срібний сертифікат BPI. Сингл записано на мелодії «I Can't Stop (Turning You On)» з альбому соул-гурту Silk 1970-х Midnight Dancer, з вокалом Дебри Генрі як в прискореному темпі, так і сповільненим порівняно з оригінальним релізом Philly.
До цього вони випустили трек «Dancing Cliché», який був заснований на соул-треку 1981 року, Лютера Вандросса під назвою «Party People», за участю Куби Гудінг.

## Дискографія
Сингли
- «Dancing Cliché» (2022)
- «Afraid to Feel» (2022)